# Stazione di Jingū-Marutamachi
La stazione di Jingū-Marutamachi (神宮丸太町駅?, Jingū-Marutamachi-eki) è una stazione delle Ferrovie Keihan sulla Linea Keihan Ōtō situata a Kyoto.

## Intorno alla stazione
- Santuario Heian